# Phrudus angustus
Phrudus angustus là một loài tò vò trong họ Ichneumonidae.